# Cepora perimale
Espèce

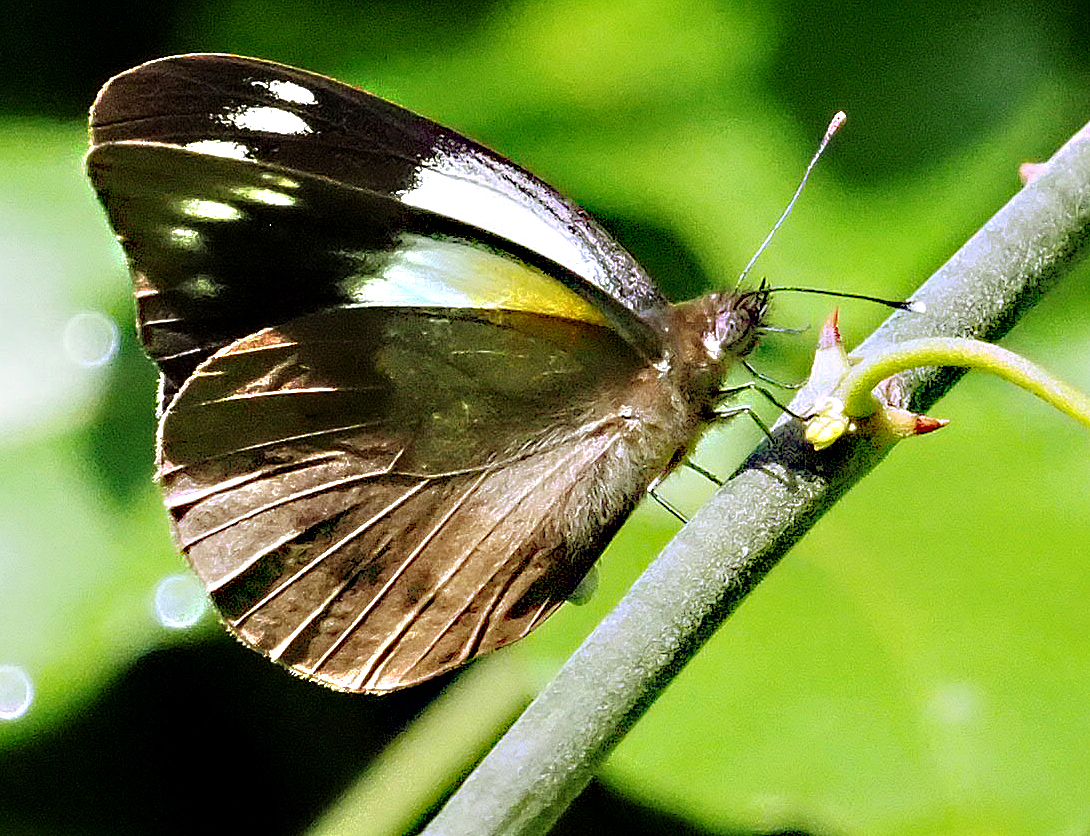
Cepora perimale ssp. perimale mâle sur Capparis sp.

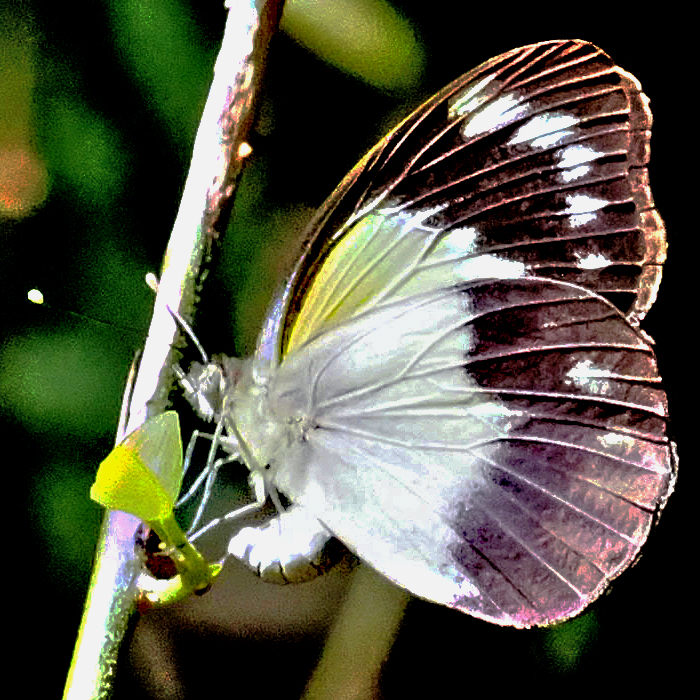
Cepora perimale ssp. perimale femelle pondant sur Capparis sp. Nouvelle Calédonie

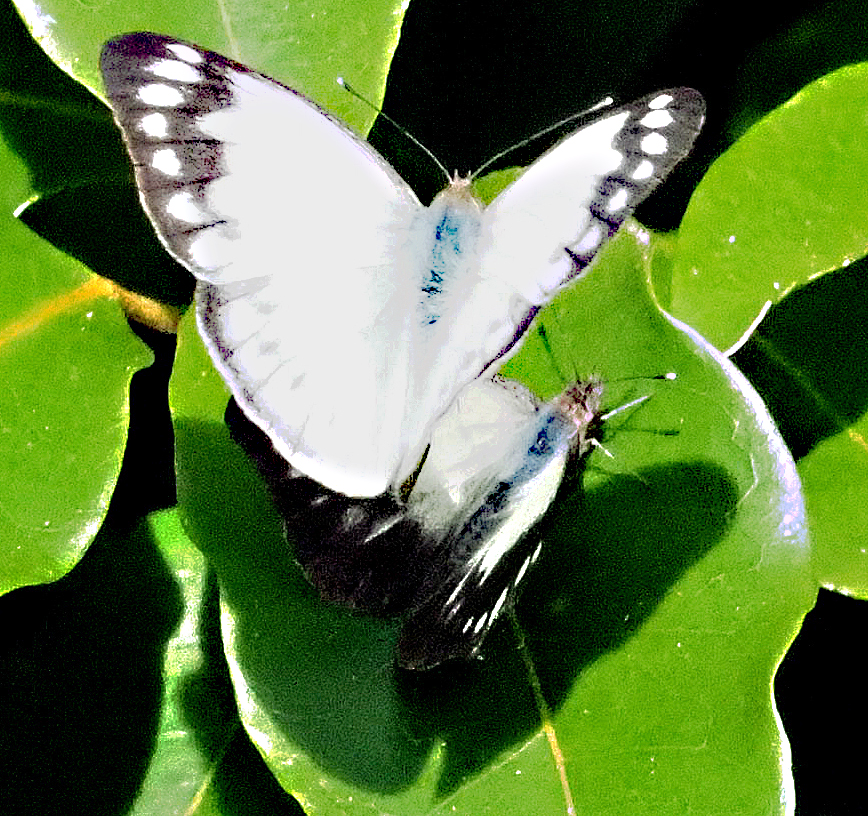
Cepora perimale ssp. perimale parade nuptiale le mâle couvre la femelle de son ombre. Nouvelle Calédonie

Cepora perimale est une espèce d'insecte lépidoptère de la famille des Pieridae, de la sous-famille des Pierinae et du genre Cepora.

## Dénomination
Cepora perimale a été nommé par Donovan en 1805.

### Nom vernaculaire
Cepora perimale se nomme Caper Gull en anglais

### Sous-espèces
- Cepora perimale perimale présent en Australie.
- Cepora perimale acrisa Boisduval; présent en Nouvelle-Calédonie
- Cepora perimale agnata Grose-Smith;
- Cepora perimale babberica Fruhstorfer;
- Cepora perimale bolana Fruhstorfer;
- Cepora perimale chrysopis Fruhstorfer;
- Cepora perimale consanguinea Butler;
- Cepora perimale discolor Godman et Salvin;
- Cepora perimale dohertyana (Grose-Smith, 1894)présent en Nouvelle-Guinée
- Cepora perimale latilimbata (Butler, 1876)
- Cepora perimale leucophorus Grose-Smith;
- Cepora perimale macdonaldi Ribbe;
- Cepora perimale maculata Grose-Smith;
- Cepora perimale mithra Fruhstorfer;
- Cepora perimale perictione Felder;
- Cepora perimale pityna Fruhstorfer;
- Cepora perimale pygmaea Röber;
- Cepora perimale pitys Godart; présent à Timor.
- Cepora perimale quadricolor Godman et Salvin;
- Cepora perimale radiata Howarth
- Cepora perimale scyllara (Macleay, 1826) présent en Australie.
- Cepora perimale wallaceana (C. & R. Felder, 1865)
- Cepora perimale wetterensis Grose-Smith[1].

## Description
C'est un papillon de taille moyenne avec un envergure d'environ 40 mm, de couleur blanc verdâtre avec des veines marquées et une large bordure marron à noire aux antérieures coupée d'une ligne submarginale de points blancs.
Le revers des antérieures est blanc, celui des postérieures est jaune, avec la même ornementation que sur la face antérieure. Durant la saison sèche les postérieures peuvent être très largement marron.

### Chenille
La chenille est verte avec des poils blancs.

## Biologie

### Plantes hôtes
Les plantes hôtes de la chenille sont des Capparis dont Capparis mitchelli, Capparis canescens et  Capparis sepiara,.

## Écologie et distribution
Il est présent dans toute l'Océanie de l'Indonésie aux Fidji, en Papouasie-Nouvelle-Guinée, en Australie et en Nouvelle-Calédonie,,.

### Biotope
Il réside près des côtes et des bassins de drainage en Australie et dans la forêt humide en Nouvelle-Calédonie,. 

### Philatélie
Cepora perimale a fait l'objet de l'émission d'un timbre des îles Norfolk et d'un timbre australien.